# Coelogyne cumingii
Coelogyne cumingii är en orkidéart som beskrevs av John Lindley.
Coelogyne cumingii ingår i släktet Coelogyne och familjen orkidéer. Inga underarter finns listade i Catalogue of Life.

## Bildgalleri

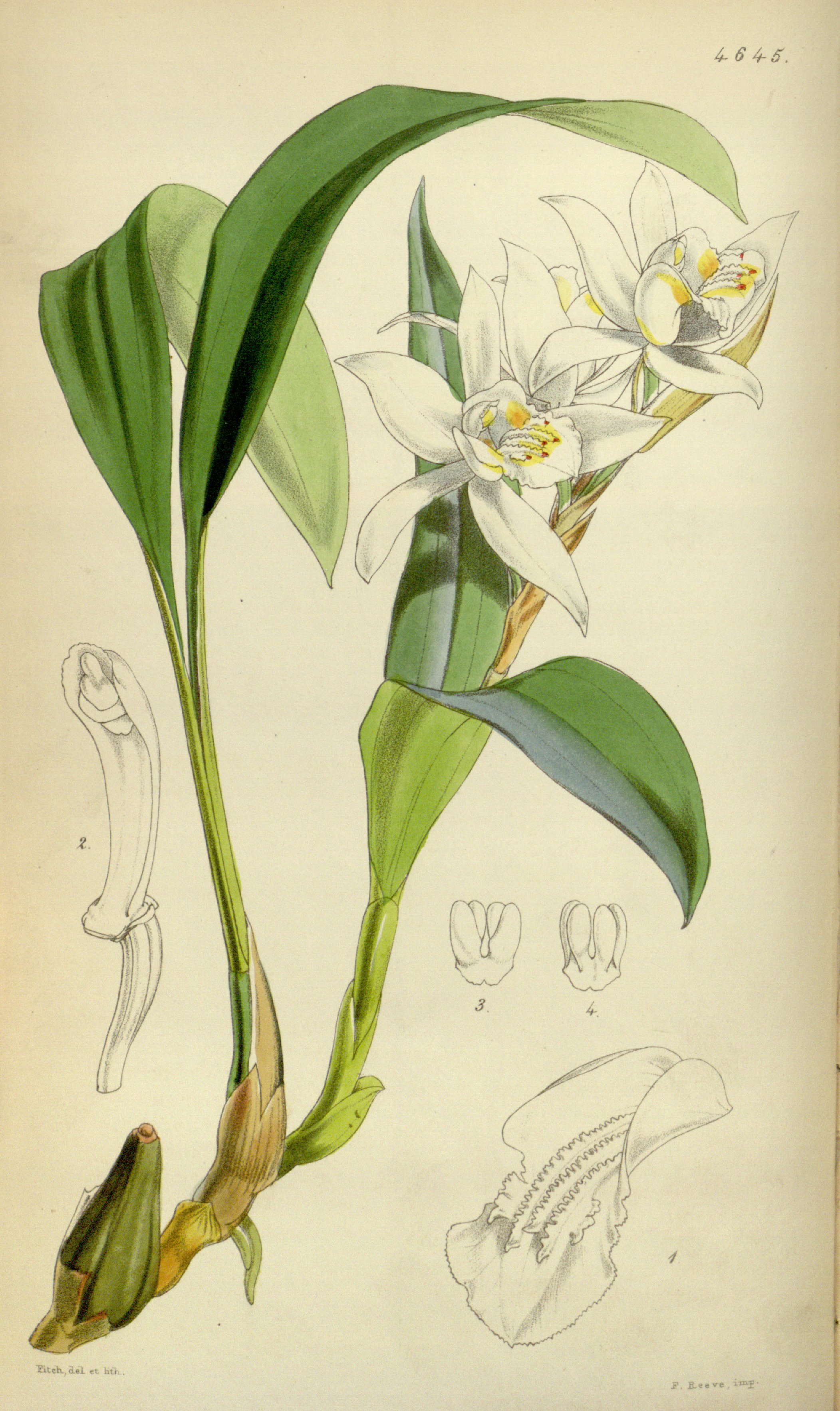